# Cañón Mark 8 de 4,5"
El Cañón Mark 8 de calibre 4,5" es un cañón naval de origen británico que actualmente equipa a las fragatas y algunos destructores de la Royal Navy así como a buques de otras armadas.

## Antecedentes

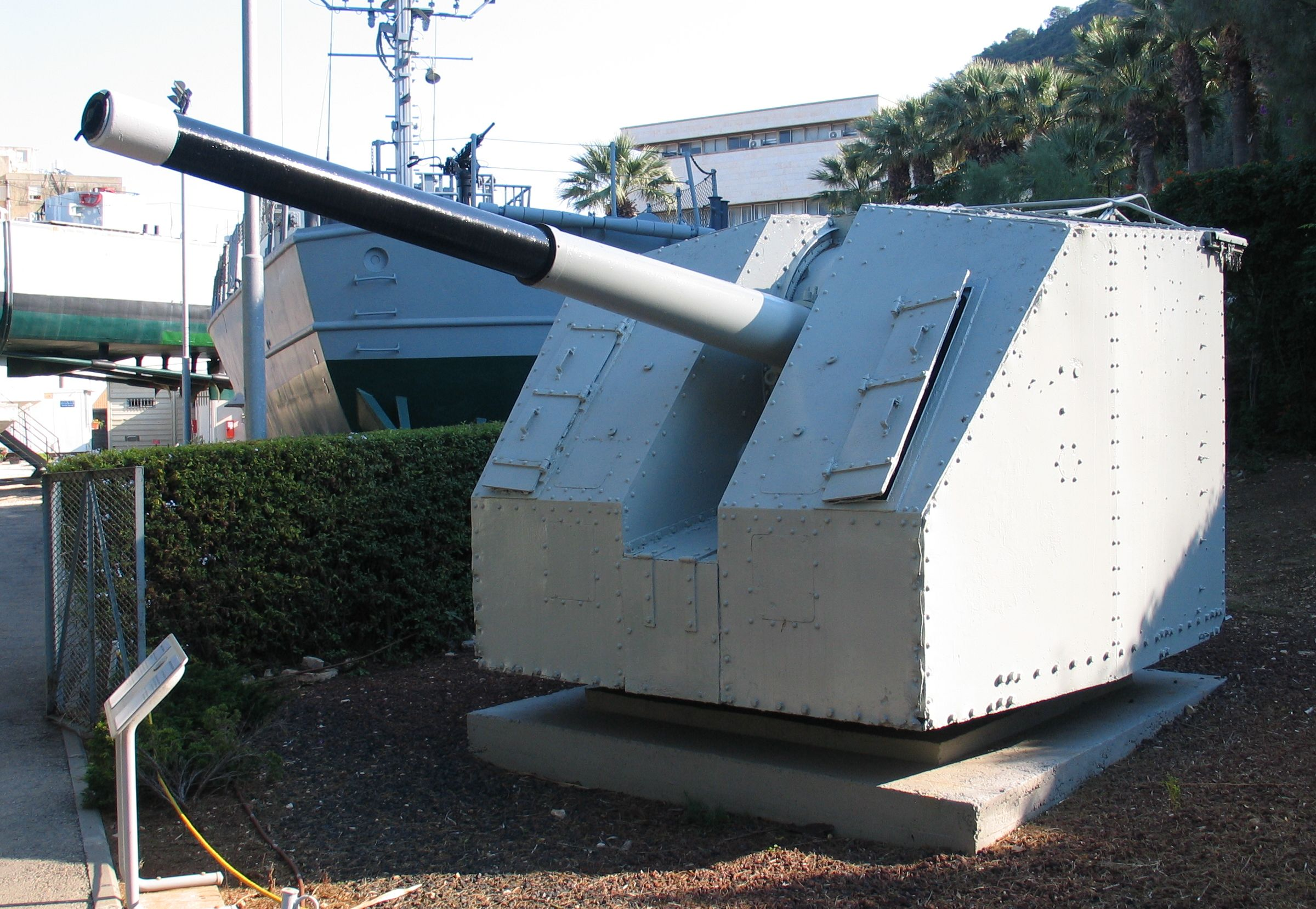
Un QF Mk I - V, predecesor del actual Mark 8.

El cañón de 4,5" (114 mm) ha sido el calibre estándar de artillería media de la Royal Navy en los roles antibuque, antiaéreo y como fuego de apoyo en operaciones anfibias desde 1938. Este cañón sustituye al modelo QF Mk I - V, del mismo calibre, el cual pertenece a la época de la Segunda Guerra Mundial.

## Diseño
Esta pieza fue desarrollada durante los años 60 por el  Royal Armament Research and Development Establishment y construida por Vickers con el fin de equipar a los nuevos destructores y fragatas de la Royal Navy. Para su desarrollo se usó como referencia el arma a la cual sustituye usando componentes eléctricos y una casamata de fibra de vidrio.
La nueva arma enfatizó la fiabilidad por encima de la cadencia de fuego mediante un montaje monotubo y munición formada por una sola pieza entre otras medidas.
La pieza funciona con una combinación de elementos hidráulicos y eléctricos y el sistema completo penetra más de tres niveles dentro del navío portador, incluyendo los almacenes de munición y la sala de control de tiro entre otros sistemas.

## Variantes

### Mark 8 Mod 0
Se trata de la versión original y, por lo tanto, la más antigua. Fue construida entre 1971 y 2000.

### Mark 8 Mod 1
Ha sido hasta ahora la actualización más importante aplicada a este sistema de armas, el cual se desarrolló al final de la década de los 90. El cambio más visible exteriormente es el cambio del revestimiento exterior, aplicando uno con tecnología STEALTH de tal manera que se reduzca la firma de radar al mínimo. Además se cambió todo el sistema hidráulico de la pieza por un sistema eléctrico.
Esta nueva variante fue diseñada en principio para equipar a los destructores de la clase Daring (Tipo 45), aunque la modernización se ha aplicado también a las fragatas Tipo 22 y Tipo 23.

### Variante de 155 mm
El Ministerio de Defensa Británico y BAE Systems están trabajando actualmente en una nueva versión de esta arma, en este caso de calibre 155 mm y destinada a equipar a la última generación de buques de guerra británicos, como los destructores de la clase Daring. Se espera que cumpla una gama mucho más amplia de cometidos tales como las acciones contra objetivos en tierra, tácticas que han adquirido una importancia considerable dentro de las armadas occidentales desde el fin de la Guerra Fría.
Buscando un precio razonable, la estructura básica del arma se puede tomar del cañón Mark 8 Mod 1, mientras que el cañón y otros elementos clave proceden del obús AS90 de 155 mm del ejército británico, el cual sustituye al antiguo cañón de 114 mm. Además de la reducción costes, esto se traduciría en una importante ventaja logística. Mientras que en el exterior el calibre de 4.5 pulgadas no encuentra ningún uso práctico, en cambio el calibre de 155 mm es un tamaño estándar dentro de la OTAN. Por lo tanto podrían colaborar el ejército británico y la Royal Navy, en particular en el desarrollo de modernas bombas de mayor alcance y guiado, incluso establecer alguna cooperación internacional.

## Operadores
- Reino Unido (Royal Navy)
  - Destructores Tipo 45
  - Fragatas Tipo 23
  - Fragatas Tipo 22
  - Fragatas Tipo 21
  - Destructores Tipo 42
  - Destructores Tipo 82
- Brasil
  - Clase Niteroi
  - Clase Inhauma
- Irán (Armada de la República Islámica de Irán)
  - Clase Alvand
- Chile (Armada de Chile)
  - 03 Fragatas Tipo 23
- Argentina (Armada Argentina)
  - Destructor Tipo 42

## Galería

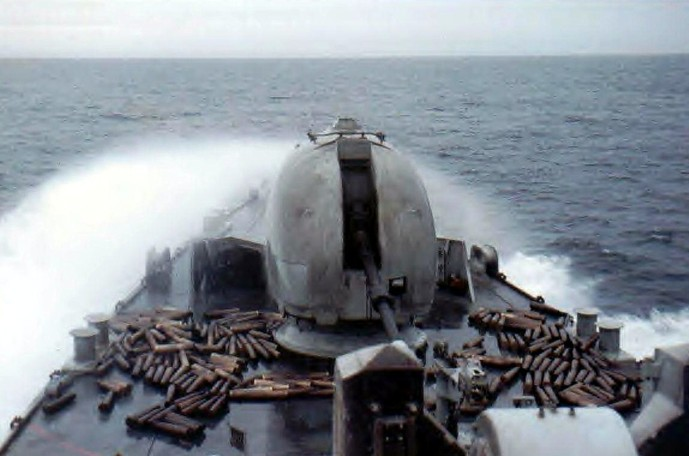
Casquillos de esta pieza sobre la cubierta de la fragata HMS Cardiff durante una misión de apoyo a las tropas de tierra en la Guerra de las Malvinas.
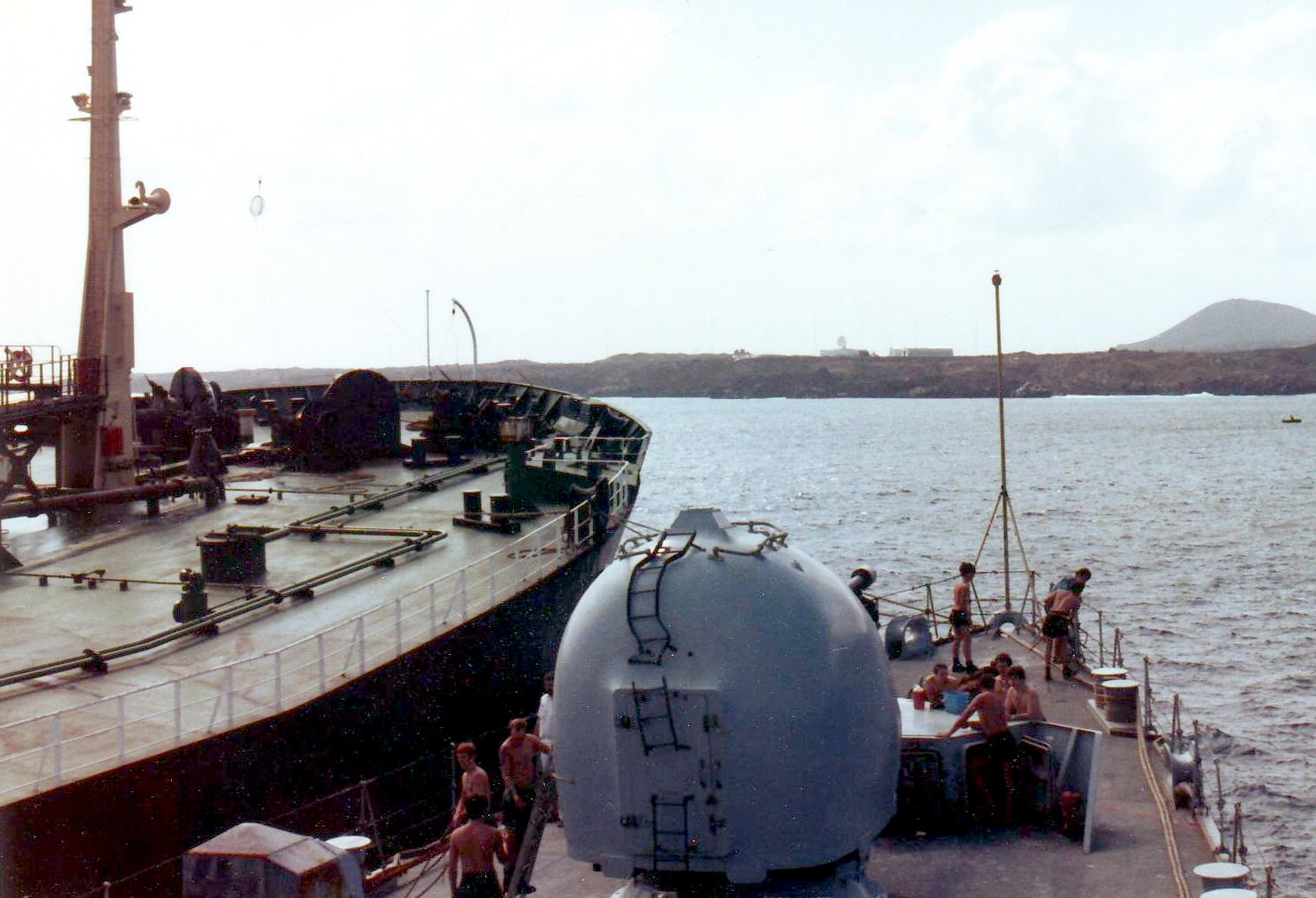
En esta imagen se puede ver la escalerilla de la pieza dañada por el impacto de una ola.
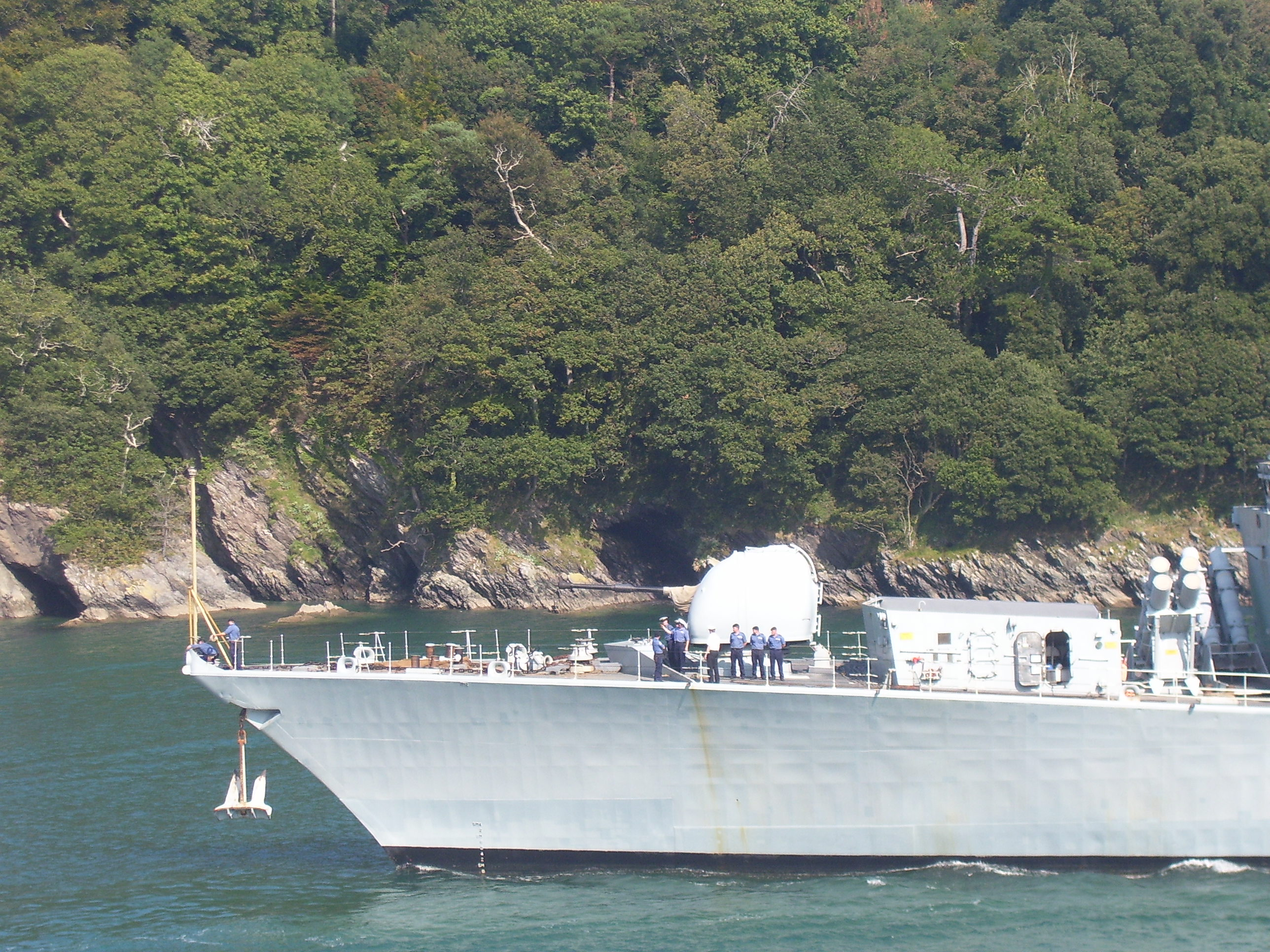
Pieza de la versión Mod 0 de la HMS Sutherland.
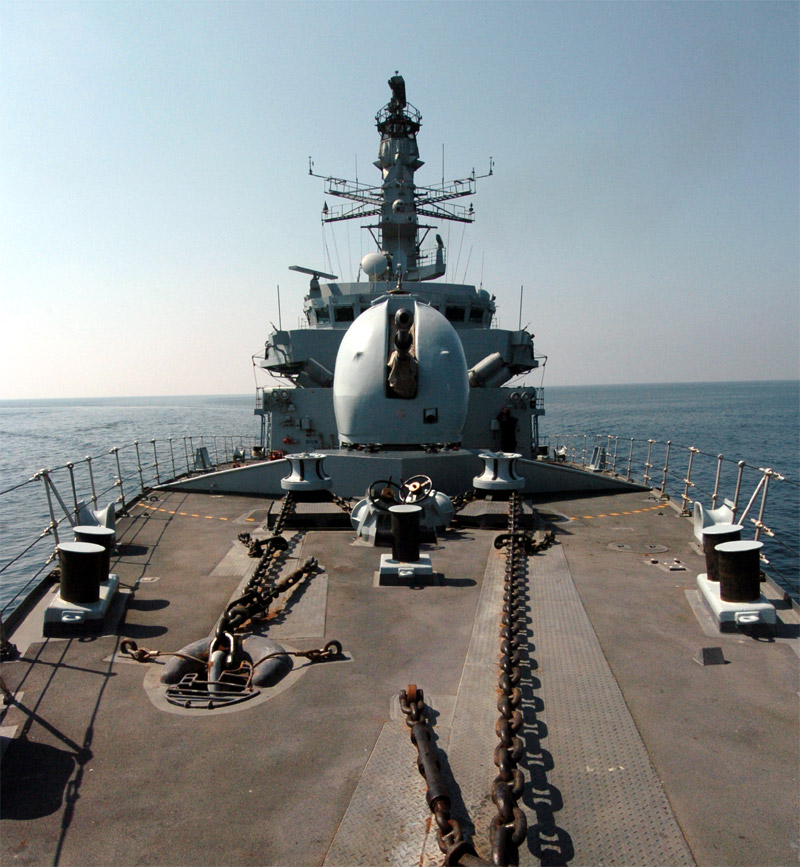
Pieza de la versión Mod 0 de la HMS Grafton.